# Paguristes purpureantennatus
Paguristes purpureantennatus is een tienpotigensoort uit de familie van de Diogenidae. De wetenschappelijke naam van de soort is voor het eerst geldig gepubliceerd in 1987 door Morgan.